# Norialsus notia
Norialsus notia är en insektsart som beskrevs av Van Stalle 1986. Norialsus notia ingår i släktet Norialsus och familjen kilstritar. Inga underarter finns listade i Catalogue of Life.